# Aborigines (Australië)
Aborigines (vaak ook Aboriginals genoemd) zijn de eerste menselijke bewoners van het Australische continent en hun afstammelingen. Het woord Aborigines stamt van het Latijnse ab origine hetgeen vanaf de oorsprong betekent, dus de oorspronkelijke bewoners in Australië.

## Geschiedenis

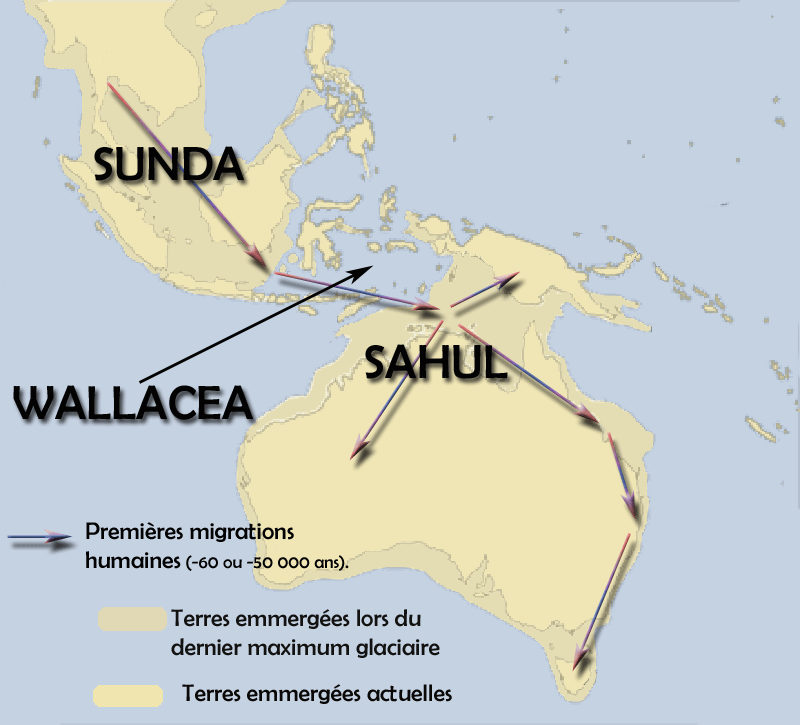

Australië maakte oorspronkelijk deel uit van Sahoel (de zgn. Australische Plaat), en vormde één geheel met Nieuw-Guinea.
Volgens de meest recente archeologische vondsten bevolkten de voorouders van de Aborigines en de Papoea's dit continent vanuit Afrika via de Soendaplaat omstreeks 58.000 jaar geleden.
Op dat moment in de ijstijd lag de zeespiegel veel lager dan nu (ca. 150 meter), waardoor het grootste deel van de zee tussen Zuidoost-Azië en Australië drooglag. Enkele zeestraten kwamen niet droog te liggen, waardoor het waarschijnlijk is dat ze met gebruik van vaartuigen Australië hebben bereikt.
Onderzoeken in 2020/2021 van DNA van moderne Papoea's en Aborigines tonen aan dat er zelfs contacten geweest zijn met de Denisovamens, een nu uitgestorven menssoort. Deze contacten moeten hebben plaatsgevonden op minimaal twee momenten: 46.000 jaar geleden en 25.000-21.000 jaar geleden.

## Traditionele levenswijze

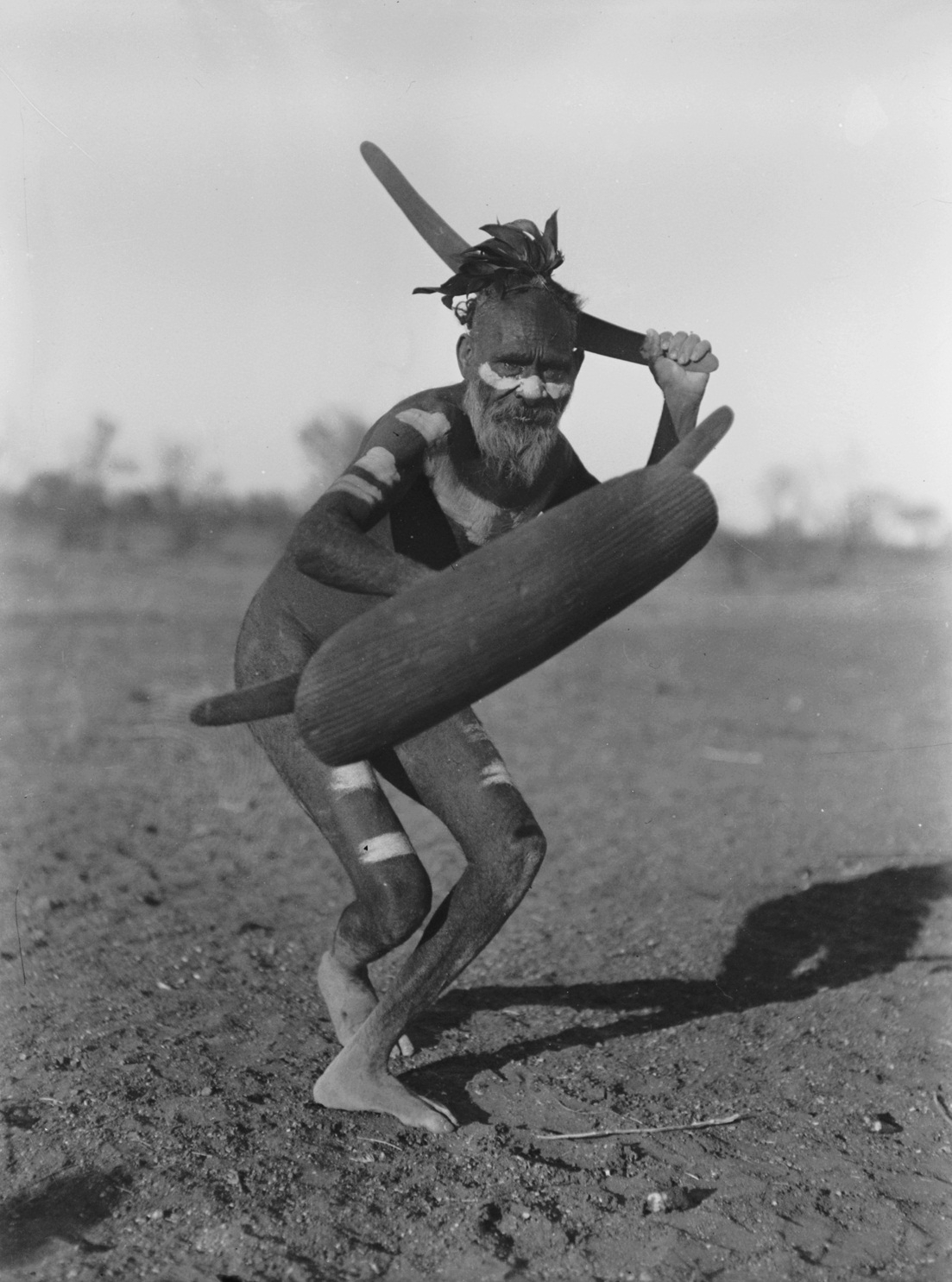
Aborigine met boemerang, 1920

De eerste inwoners van Australië waren jager-verzamelaars en nomaden. Zij leefden in groepen van een veertigtal mensen die elk hun eigen gebied hadden. In de binnenlanden, waar minder voedsel was, bestonden de stammen uit niet meer dan twintig personen. De groepen hadden onderling contact. Eens in het jaar troffen de Aborigines uit New South Wales elkaar in de tijd dat de motten uitvlogen. Deze werden gevangen en als delicatesse gegeten. De Aborigines gebruikten deze periode niet alleen om te feesten, maar ook om ceremonies uit te voeren, rituele gevechten te houden en huwelijken te sluiten. Deze Aborigines werden wel 'mottenjagers' genoemd.
De Aborigines kenden geen pijl-en-boog, ze gebruikten de boemerang en de zogenaamde woomera, een hulpstuk bij het speerwerpen, als wapen. Landbouw was onbekend. Toch oefenden ze een niet geringe invloed uit op de hen omringende natuur door op gezette tijden bepaalde gebieden van de bush op een beheerste manier te laten afbranden. Hierdoor kregen nieuwe generaties planten de kans te groeien.
Aboriginestammen in het noordwesten van Australië hadden enig contact met de bewoners van eilanden die nu tot Indonesië behoren. Via de Straat Torres waren er stapsgewijs contacten tussen Australië en Nieuw-Guinea. De Aborigines hebben weinig of geen technieken en gewoonten overgenomen van andere volkeren. Zij hadden blijkbaar voldoende aan vis en schaaldieren om van te leven en gingen niet over tot het cultiveren van gewassen. De mannen zijn van oudsher de jagers. De vrouwen verzamelen bessen en andere eetbare plantaardige materialen. Deze vrouwen geven de kennis van planten door aan hun dochters. De mannen bereiden van oudsher het eten.
Veel wijst er op dat bepaalde aspecten van de huidige maatschappij en cultuur in Australië teruggaan tot een leefwijze van 45.000 tot 60.000 jaar geleden
, aspecten die overal in de wereld verloren gingen of vervangen werden. Toen de eerste kolonisten eind 18e eeuw aankwamen, leefden er tussen de 315.000 en de 750.000 mensen in Australië. In 2006 werd het aantal inheemsen door het Australian Bureau of Statistics geschat op 517.200, 2,5% van de totale bevolking van Australië. Niet alleen door ziekte verminderde hun aantal, maar ook door het vrijwel straffeloze moorden door Britse kolonisten.

## Huidige levenswijze
De laatste decennia is het aantal Aborigines weer gestegen, maar weinig daarvan leven nog in de traditionele levenssfeer. Velen wonen in de steden, de overigen in afgelegen woonplaatsen of in aan hen teruggegeven natuurgebieden. Sinds men hier uranium gevonden heeft, dreigt ontginning niet alleen het natuurgebied te vernietigen maar ook de eeuwenoude cultuur.
In de moderne Australische samenleving nemen de Aborigines een marginale positie in. De gemiddelde gezondheid en economische welstand laat nog steeds veel te wensen over. De levensverwachting is dan ook ongeveer 10 jaar lager dan die van de gemiddelde Australiër.

## Erkenning
Lange tijd werden de Aborigines door de blanke bevolking beschouwd als het toppunt van 'achterlijkheid'. Tegenwoordig heeft men een minder beperkte kijk op wat de waarde van een cultuur uitmaakt en is er veel meer waardering gekomen voor, bijvoorbeeld, de kunst en de mythologie. Ook staat de Australische overheid het toe om, in gebieden waar veel Aborigines wonen, naast de blanke wet ook de zwarte wet toe te passen. Dit betekent concreet dat Aboriginedaders kunnen worden vervolgd volgens de eigen normen en waarden. Deze zijn vaak strenger dan de blanke wet.

## Landrechten
In 1976 nam de Australische overheid de Land Rights Act aan. Dit houdt in dat Aborigines kunnen onderhandelen met de overheid over land. Als Aboriginerechten op het land eenmaal zijn vastgesteld, mag het land op geen enkele wijze worden veranderd. Dit is van belang, omdat Australië geacht werd aan niemand toe te behoren bij het in bezit nemen door de Britten. Door deze wet laat men zien dat dat niet het geval was. In 1992 sprak het Hooggerechtshof uit, dat Australië in 1788 ten onrechte een "terra Nullius" (land van niemand) was genoemd. Wel moeten de Aborigines hun beweerde landrechten steeds bewijzen, wat tot slepende rechtszaken heeft geleid.

## Eigen benaming
De Aborigines noemen zichzelf niet zo. Er is daarnaast geen sprake van één type Aborigine. Er zijn vele stammen met honderden verschillende dialecten. Enige voorbeelden van namen die zij voor hun eigen stammen gebruiken:
- Tiwis (dit is een verzamelnaam voor enige stammen in de noordelijke kustgebieden)
- Gagudju (noordelijke gebieden)
- Pitjantjatjaras (Centraal-Australische woestijngebied)
- Mutijulu (Ulurugebied)
- Koories (Zuidoosten)
- Yolngu (dit is een verzamelnaam voor enige stammen in Noordoost-Arnhemland)
- Nyungah (Zuidwesten)

## Gestolen generaties
Door de onderwaardering van de Aborigines en een totaal onbegrip voor hun levensstijl, kwam vanaf de jaren 20 van de twintigste eeuw een beweging op gang die Aboriginekinderen van hun ouders weghaalde en hen bij blanke pleeggezinnen onderbracht. Dit werd met name gedaan als bewezen kon worden dat een van de biologische ouders van het kind een niet-Aborigine was. Veel Aboriginekinderen hebben op deze wijze het contact met hun familie verloren. Dit wordt als bijzonder ernstig ervaren, omdat de familieband bij de Aborigines van groot belang is. De Aboriginekinderen die op deze manier van hun familie werden weggenomen, worden ook wel the Stolen Generations (de gestolen generaties) genoemd. Het gaat hierbij om duizenden kinderen van Aborigine-afkomst. Men denkt hier nu anders over: in 2007 bepaalde het Hooggerechtshof in Australië dat een van deze Aboriginekinderen (een man) een bedrag van 300.000 Australische dollars moest worden uitgekeerd, vanwege het feit dat het niet terecht was iemand van zijn Aboriginefamilie weg te halen. Men verwacht nu meer van deze rechtszaken.
Een ander gevolg van de gestolen generatie is het in 2006/2007 door de Australische overheid vastgestelde excessieve drankmisbruik onder deze Aborigines in reservaten. Hiermee samenhangend constateerden zij ook, dat er bij de Aborigines een duidelijke correlatie bestond tussen alcoholgebruik en incestueuze handelingen. De overheid verbood daarom in 2007 de verkoop van alcohol aan Aborigines in de reservaten.
Op 13 februari 2008 bood de Australische regering officieel haar verontschuldigingen aan:

Voor de pijn, het lijden en het kwetsen van de gestolen generaties, hun nageslacht, achtergebleven families en gemeenschappen, verontschuldigen wij ons. Aan moeders en vaders, broers en zusters, voor het uiteenscheuren van families en gemeenschappen, verontschuldigen wij ons. En voor de onwaardige behandeling en vernedering van een trots volk met een trotse cultuur, verontschuldigen wij ons.

## Kunstvorm en cultuur
Aboriginal kunst gaat zover terug in de tijd als de vroege bewoners zelf: er is rotskunst gevonden van meer dan 60.000 jaar oud. Kunst werd gezien als een communicatiemiddel met de voorouders uit de Droomtijd (zie hieronder). Aangezien de Aboriginals geen schrift hadden, dienden kunstvormen zoals rotsschilderingen, houten figuren, dans, muziek en orale tradities een belangrijke rol in de overdracht van kennis en verhalen. De symboliek die daarbij wordt gebruikt, bijvoorbeeld om een didgeridoo of boemerang mee te versieren, verwijst naar diepere betekenissen die aan buitenstaanders niet kenbaar mogen worden gemaakt.
Veel Aboriginal kunstvormen worden nog op dezelfde wijze gebruikt, vooral bij initiatieriten. In de jaren '80 ontstond de hedendaagse Aboriginal kunst die meer westers is van aard. Kunstenaars uit grote steden genieten veelal een westerse opleiding en gebruiken tegenwoordige materialen als verf en doek om zich uit te drukken. Deze Urban Aboriginal kunst is individueler van aard en soms uitgesproken politiek. Kunstwerken gaan bijvoorbeeld in tegen het beeld van de 'primitieve wilde' dat de wereld heeft van Aboriginal. Een bekende vorm van hedendaagse Aboriginal kunst is Dotpainting, een commerciële mengvorm van westerse schilderkunst, Aboriginesymbolen en etnografie.
Ook in de muziek wordt kritiek gegeven op bepaalde stigma's. Zo nam de Australische popgroep 'Midnight Oil' (zanger Peter Garrett) het op voor de verdrukte bevolkingsgroep met hun hit 'Beds are burning'.
Een collectie hedendaagse Aboriginal kunst is te zien in het Museum Volkenkunde.

## Aboriginevlag

Vlag van de Aborigines sinds 1995

De Aboriginevlag is ontworpen door Aborigine Harold Thomas. De vlag is aan de bovenzijde zwart. Het zwart symboliseert het volk en de onderkant is rood en symboliseert de aarde. In het midden van de vlag staat een gele cirkel die de zon als bron van het leven verbeeldt.

## Droomtijd
Voor de Aborigines van Australië is droomtijd de basis van de wet (regels) en overlevering (traditionele kennis) voor het leven; hij bepaalt hoe dingen zijn en moeten zijn. Droomtijd is ook een fundamenteel aspect van de schepping. Voor het leven was er een duister, vlak en kleurloos land. Daaronder bestonden alle mogelijkheden. Soms braken elementen door het oppervlak en kwamen er heuvels, rivieren en bronnen, en zo ontstond zelfs het zonlicht. De elementen waren de voorouderlijke vormen van mensen, kangoeroes, bijen, dingo's en al het leven.
Droomtijd wordt vaak voorgesteld als een verzameling etiologische mythen over de scheppingstijd. In werkelijkheid is het een ingewikkelde samenvatting van de rechten en verantwoordelijkheden die mensen hebben bij het gezamenlijk verblijf in bepaalde gebieden zonder overconsumptie. De uitdrukkingsvormen in de kunst en de muziek (didgeridoo) worden wereldwijd gewaardeerd. Droomtijd speelt ook een rol bij rechtszaken over landrechten en in religieuze initiatierituelen.

## Verhalen over zeespiegelstijging
Er zijn mondeling overgeleverde verhalen over zeespiegelstijging, over een tijd, toen bepaalde landstreken nog (grotendeels) droog waren: Port Phillip Bay was een gebied waar kangoeroes rondliepen en ook op opossum gejaagd kon worden; volgens de Ngarrindjeri kon Kangaroo Island ooit te voet bereikt worden; de noordoostkust was verbonden met het Groot Barrièrerif; de Spencergolf was volgens de Narungga ooit een 'flood-plain lined with freshwater lagoons'. Deze verhalen zouden stammen uit een tijd toen het zeeniveau 10–70 meter lager was, een periode van 7800 tot 12.600 jaar geleden.